# اچ‌دی ۲۰۴۳۱۳
اچ‌دی ۲۰۴۳۱۳ یک ستاره است که در صورت فلکی بزغاله قرار دارد.